# The Undisputed Era
The Undisputed Era é uma stable de luta llvre profissional formada por Adam Cole, Bobby Fish e Kyle O'Reilly, atualmente aparecendo na promoção americana All Elite Wrestling (AEW). Os três formaram o stable na WWE em 19 de agosto de 2017 no NXT TakeOver: Brooklyn III, usando o nome The Undisputed Era durante seu tempo na empresa. A partir de abril de 2017, da separação da WWE em fevereiro de 2021, Roderick Strong foi o quarto membro do grupo.
A stable foi formada logo após Cole, Fish e O'Reilly assinarem com a WWE, embora Fish e O'Reilly já fossem uma tag team desde 2012 sob o nome de reDRagon. Depois que Fish sofreu uma lesão, 7 de abril de 2018 no NXT TakeOver: New Orleans marcou um ponto de virada para The Undisputed Era: durante o evento, Cole se tornou o inaugural Campeão Norte Americano do NXT, ele e O'Reilly venceram o Dusty Rhodes Tag Team Classic de 2018, mantendo o Campeonato de Duplas do NXT de Fish e O'Reilly, e Strong se juntou ao estábulo no final de uma longa rivalidade contra ele; tanto Cole quanto Strong foram posteriormente reconhecidos como co-Campeões de Duplas sob a Freebird Rule. O'Reilly mais tarde teve mais dois reinados adicionais como Campeão de Duplas do NXT, um com Strong e outro com Fish, enquanto Cole se tornou o Campeão do NXT no NXT TakeOver: XXV, tornando-se o segundo vencedor da Tríplice Coroa do NXT. De 18 de setembro de 2017 a 22 de janeiro de 2018, Cole foi Campeão do NXT, Strong foi Campeão Norte Americano do NXT e Fish e O'Reilly foram Campeões de Duplas do NXT, tornando a Undisputed Era a primeira stable a deter simultaneamente todos os títulos masculinos no NXT.
O mandato do grupo na WWE terminou após a conclusão e as consequências do NXT TakeOver: Vengeance Day no início de 2021, depois que Cole atacou O'Reilly. Todos os membros, exceto Strong, mais tarde deixariam a empresa e ingressariam separadamente na AEW, reunindo o grupo em dezembro de 2021 como The Undisputed Elite, agora um subgrupo da The Elite.

## Introdução
Em 2010, Adam Cole e Kyle O'Reilly estrearam na Ring of Honor como uma tag team que mais tarde seria chamada de "Future Shock", mas os dois se separaram em 2012 e começaram uma rivalidade de longa data entre si. Em dezembro de 2012, O'Reilly formou uma nova dupla com Bobby Fish conhecida como reDRagon, com os dois vencendo o Campeonato de Duplas da ROH em três ocasiões, enquanto Cole formaria sua própria stable em 2014 conhecida como The Kingdom. No verão de 2015, reDRagon entrou em uma rivalidade com The Kingdom e começou a se unir a Cole depois que ele aparentemente teve uma briga com seus companheiros de equipe e deixou o grupo. No entanto, a saída de Cole do The Kingdom foi revelada como uma farsa quando ele atacou O'Reilly durante sua luta pelo Campeonato Mundial da ROH no All Star Extravaganza VII em 18 de setembro. Sua rivalidade reacendida continuou até janeiro de 2017, quando O'Reilly deixou a Ring of Honor na esperança de assinar com a WWE. Cole e Fish seguiriam o exemplo, com Cole saindo em maio e Fish em junho. Durante seus anos na Ring of Honor, Cole, O'Reilly e Fish tiveram várias lutas contra, e ocasionalmente em parceria com, o também lutador da ROH Roderick Strong.
No episódio de 12 de julho de 2017 do NXT, Fish fez sua estreia, perdendo para Aleister Black. No episódio de 2 de agosto do NXT, O'Reilly fez sua estreia, também perdendo para Black.
The Undisputed Era durante sua passagem na WWE pode ser comparada à D-Generation X e Evolution, que Triple H, o fundador e produtor da marca NXT, era membro de ambas as stables.

## História

### WWE (2017–2021)

#### Formação e sucesso de tag team (2017–2019)
No NXT TakeOver: Brooklyn III em 19 de agosto, Fish e O'Reilly estrearam como um time, atacando os recém-coroados Campeões de Duplas do NXT, SAnitY (Alexander Wolfe e Eric Young), bem como seus oponentes da noite, The Authors of Pain. Mais tarde naquela noite, os dois se alinharam com Adam Cole e atacaram o recém-coroado Campeão do NXT Drew McIntyre. No mês seguinte, o trio de Cole, Fish e O'Reilly foi oficialmente apelidado de "The Undisputed Era".
No episódio de 11 de outubro do NXT, Taynara Conti interferiu em uma luta Triple Threat entre Nikki Cross, Peyton Royce e Liv Morgan em nome da The Undisputed Era, impedindo Cross da SAnitY de vencer. No NXT TakeOver: WarGames, The Undisputed Era derrotou SAnitY e The Authors of Pain e Roderick Strong em uma luta WarGames, a primeira desse tipo em 20 anos. No episódio de 20 de dezembro do NXT, (gravado em 29 de novembro), Fish e O'Reilly derrotaram SAnitY (Eric Young e Killian Dain) para conquistar o Campeonato de Duplas do NXT, marcando sua primeira vitória de título na WWE. No episódio de 10 de janeiro de 2018 do NXT, Fish e O'Reilly estavam programados para defender seus títulos contra o SAnitY em uma revanche, mas os atacaram nos bastidores, tornando-os incapazes de competir. Mais tarde naquela noite, eles foram forçados a defender seus títulos contra Black e Strong pelo gerente geral do NXT William Regal, e mantiveram seus títulos com sucesso depois que Cole interferiu e distraiu Black. No NXT TakeOver: Philadelphia, The Undisputed Era derrotou The Authors of Pain para manter os títulos. Em 4 de março, Fish sofreu uma lesão no ligamento cruzado anterior e ligamento cruzado anterior do joelho esquerdo em um evento ao vivo do NXT.

Em 7 de abril no NXT TakeOver: New Orleans, Cole se tornou o inaugural Campeão Norte Americano do NXT em uma ladder match envolvendo EC3, Killian Dain, Lars Sullivan, Ricochet e Velveteen Dream. Mais tarde na noite, O'Reilly e Cole (no lugar do lesionado Fish) defenderam com sucesso o Campeonato de Duplas do NXT nas finais do Dusty Rhodes Tag Team Classic de 2018 contra The Authors of Pain e Strong e Pete Dunne depois que Strong atacou Dunne para permitir que O'Reilly fizesse o pin, juntando-se à facção e virando vilão no processo e permitindo que o grupo ganhasse o torneio apesar de não estar nele originalmente. Com Strong se juntando ao grupo, ele também foi reconhecido como parte dos NXT Tag Team Champions. No NXT TakeOver: Chicago, O'Reilly e Strong defenderam com sucesso os títulos contra Danny Burch e Oney Lorcan.

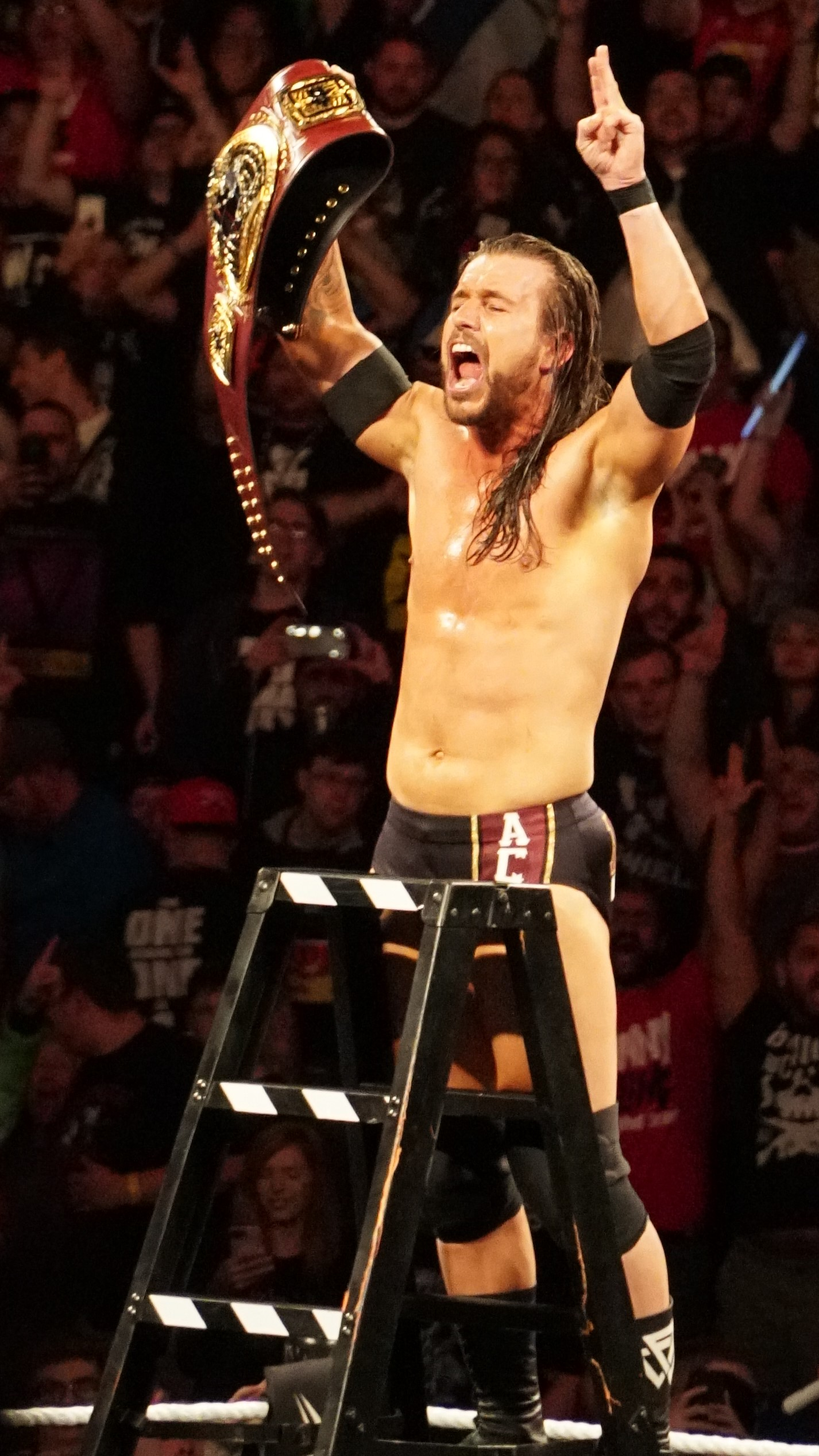
Adam Cole após conquistar o Campeonato Norte-Americano do NXT no NXT TakeOver: New Orleans.

Depois de desenvolver uma rivalidade com o British Strong Style (Dunne, Trent Seven e Tyler Bate), as duas facções se enfrentaram no primeiro dia do evento do Torneio do Campeonato do Reino Unido da WWE, onde The Undisputed Era perdeu. No segundo dia do evento, O'Reilly e Strong perderam o Campeonato de Duplas do NXT para Seven e Bate. No entanto, O'Reilly e Strong recuperaram os títulos apenas dois dias depois (exibido no atraso da fita em 11 de julho). Com a vitória, O'Reilly e Strong se tornaram apenas o segundo time na história do NXT a ganhar os títulos mais de uma vez (o outro foi The Revival (Dash Wilder e Scott Dawson). No NXT TakeOver: Brooklyn 4, O'Reilly e Strong mantiveram seus títulos contra Bate e Seven. Após a luta, O'Reilly e Strong foram atacados pelos estreantes War Raiders (Hanson e Rowe). Na mesma noite, Cole perdeu o Campeonato Norte-Americano para Ricochet.
No episódio de 29 de agosto do NXT, Cole e Strong derrotaram Ricochet e Dunne e os atacaram junto com O'Reilly após a luta. No entanto, os War Raiders chegaram ao ringue, afugentando The Undisputed Era. No episódio de 10 de outubro do NXT, Ricochet derrotou Cole e Dunne em uma luta triple threat para manter o Campeonato Norte-Americano. No episódio de 17 de outubro do NXT, O'Reilly e Strong mantiveram o Campeonato de Duplas do NXT contra os War Raiders por desqualificação após Fish voltar de lesão e atacar Hanson e Rowe. No episódio de 31 de outubro do NXT, Cole e Fish estavam programados para enfrentar os War Raiders. No entanto, Hanson e Rowe atacaram The Undisputed Era durante uma promoção nos bastidores. A briga acabou no ringue, onde The Undisputed Era levou a melhor. Ricochet e Dunne entraram em nome dos War Raiders enquanto a briga progredia para equilibrar as probabilidades. Enquanto os grupos lutavam, o gerente geral William Regal anunciou que The Undisputed Era enfrentaria a equipe dos War Raiders, Ricochet e Dunne em uma luta WarGames no NXT TakeOver: WarGames. No evento, The Undisputed Era foi derrotado depois que Ricochet e Dunne. No NXT TakeOver: Phoenix, The Undisputed Era perdeu o Campeonato de Duplas do NXT para The War Raiders.

#### Dominação no NXT (2019–2021)
Todos os quatro membros competiram no NXT TakeOver: XXV. Strong perdeu para Matt Riddle nalluta de abertura. Fish e O'Reilly não tiveram sucesso em uma four-way ladder match pelo vago Campeonato de Duplas do NXT. No evento principal do evento, Cole derrotou Johnny Gargano para ganhar o Campeonato do NXT. A vitória fez de Cole o segundo vencedor da Tríplice Coroa na história do NXT (atrás de Gargano). Nas gravações de 15 de agosto do NXT, O'Reilly e Fish derrotaram Street Profits (Angelo Dawkins e Montez Ford) pelo Campeonato de Duplas do NXT, fazendo de O'Reilly o primeiro lutador a se tornar três vezes Campeão de Duplas do NXT. Em 18 de setembro de 2019, durante o episódio de estreia do NXT na USA Network, Roderick Strong derrotou Velveteen Dream pelo Campeonato Norte Americano do NXT, marcando o primeiro título individual de Strong na WWE e tornando The Undisputed Era o primeiro grupo a ganhar todos os campeonatos masculinos da marca NXT; o Campeonato Cruiserweight da WWE tornou-se o Campeonato Cruiserweight do NXT em 9 de outubro, elevando o número de títulos masculinos do NXT para quatro.
Na preparação para o pay-per-view co-branded NXT e NXT UK, Worlds Collide, The Undisputed Era começou a rivalizar com Imperium (Campeão do Reino Unido da WWE Walter, Alexander Wolfe, Fabian Aichner e Marcel Barthel), que foi ainda mais intensificou-se durante os momentos finais do NXT UK TakeOver: Blackpool II em 12 de janeiro de 2020, onde o grupo atacou Imperium após a defesa de título bem-sucedida de Walter contra Joe Coffey. No Worlds Collide, Imperium derrotou The Undisputed Era apesar de estar em desvantagem de 4-3 depois que Wolfe sofreu uma lesão no início da luta. Em paralelo, Strong perdeu o título para Keith Lee, enquanto Fish e O'Reilly participaram do Dusty Rhodes Tag Team Classic 2020, derrotando os Campeões de Duplas do NXT UK Gallus (Mark Coffey e Wolfgang) na primeira rodada e perdendo para Grizzled Young Veterans (James Drake e Zack Gibson) nas semifinais graças a uma distração do Imperium.
No NXT TakeOver: Portland, Cole manteve com sucesso seu título contra Tommaso Ciampa depois de receber ajuda do resto da The Undisputed Era e Johnny Gargano, que atacou Ciampa com o cinturão. No entanto, Fish e O'Reilly perderam os títulos de duplas para os vencedores do Dusty Rhodes Tag Team Classic, The BroserWeights (Matt Riddle e Pete Dunne), deixando a The Undisputed Era com apenas um título pela primeira vez desde agosto de 2019. No episódio de 22 de abril do NXT, Velveteen Dream e Dexter Lumis (substituindo Keith Lee, que foi atacado por Damian Priest antes da luta) derrotaram Cole e Strong em uma luta de duplas, onde Dream derrotou Cole. Isso levou a uma luta pelo Campeonato do NXT no episódio de 6 de maio do NXT, onde Cole manteve com sucesso seu título contra Dream e novamente no TakeOver: In Your House em 7 de junho em uma luta Backlot Brawl de última chance, devido à estipulação no evento em que se Dream perdesse, ele não pode mais lutar pelo Campeonato do NXT novamente enquanto Cole ainda era campeão. Roderick Strong então entrou em uma rivalidade com Dexter Lumis. No episódio de 17 de junho do NXT, Roderick Strong passou por terapia para superar seu medo de Lumis. No episódio de 24 de junho do NXT, Strong e Lumis se enfrentaram, mas Lumis venceu por contagem após Strong se recusar a lutar contra Lumis.
No episódio de 1º de julho do NXT, na Noite 1 do The Great American Bash, Strong enfrentou Lumis em uma luta, mas perdeu, encerrando assim sua rivalidade. No episódio de 8 de julho do NXT, na Noite 1 do The Great American Bash, Cole perdeu o Campeonato do NXT para Keith Lee em uma luta Winner Take All, terminando seu reinado histórico em 403 dias. Embora Cole mais tarde tenha virado face depois de entrar em uma rivalidade com Pat McAfee, Fish e Strong permaneceram como heels. No episódio de 8 de setembro do NXT, Fish e Strong entraram em uma rivalidade com Killian Dain, com Drake Maverick fazendo o salvamento e o Undisputed Era fugindo. No episódio de 16 de setembro do NXT, O'Reilly virou face depois de salvar Jake Atlas de uma surra nas mãos de Tommaso Ciampa. No episódio de 23 de setembro do NXT, O'Reilly venceu uma luta gauntlet que lhe rendeu uma luta pelo título contra Finn Bálor no NXT TakeOver 31. Cole concretizou seu face turn no episódio de 30 de setembro do NXT depois de chamar Austin Theory, que havia insultado O'Reilly no início da noite durante uma promo nos bastidores. No NXT: Takeover 31, O'Reilly perdeu para Bálor.
Em 21 de outubro, Fish e Strong foram misteriosamente atacados antes de sua luta pelo título de duplas contra Breezango e foram substituídos por Oney Lorcan e Danny Burch. Foi revelado que Pat McAfee estava por trás dos ataques, transformando assim todos os membros da Undisputed ERA em favoritos dos fãs. No NXT: Halloween Havoc, Kyle O' Reilly confrontou Ed McAfee, Burch e Lorcan. Um retorno de Pete Dunne ajudou Kyle O' Reilly. No entanto, esta parceria durou pouco quando Dunne atingiu O' Reilly com uma cadeira de aço girando no processo e se alinhando com McAfee, Lorcan e Burch.
No episódio de 18 de novembro do NXT, The Undisputed Era fez seu retorno e lutou com Pat McAfee, Pete Dunne e Campeões de Duplas do NXT, Oney Lorcan e Danny Burch. William Regal anunciou então que as duas equipes se enfrentariam no NXT Takeover: WarGames. No NXT Takeover: WarGames, Undisputed Era derrotou o Team McAfee.
Kyle O'Reilly enfrentou Pete Dunne no episódio de 16 de dezembro do NXT, onde o vencedor enfrentaria Finn Bálor no NXT: New Years Evil pelo título do NXT. O' Reilly derrotou Dunne e ganhou outra oportunidade no título do NXT em que não teve sucesso. Foi anunciado no final de dezembro de 2020 que Adam Cole e Roderick Strong se uniriam para representar a The Undisputed Era no clássico anual Dusty Rhodes Tag Team de 2021. Eles derrotaram Breezango no primeiro turno, mas perderam para o time de Ciampa e Thatcher nas quartas de final.

#### A traição e separação de Cole (2021)
No NXT TakeOver: Vengeance Day, depois de salvar Finn Bálor de um ataque pós-jogo de Dunne, Lorcan e Burch, Cole deu um superkick em Bálor. Após um confronto, Cole também deu um superkick em O'Reilly, tornando-se heel. Na edição de 24 de março do NXT, foi anunciado que The Undisputed Era havia se dissolvido oficialmente. Cole e O'Reilly lutaram entre si em uma luta Unsanctioned no NXT TakeOver: Stand & Deliver, onde O'Reilly foi vitorioso. Cole derrotou O'Reilly em uma revanche no The Great American Bash. Cole e O'Reilly terminaram sua rivalidade em uma luta de 2 de 3 quedas no NXT Takeover: 36 em uma luta chamada "The Undisputed Finale", com O'Reilly derrotando Cole. Após uma breve rivalidade com Roderick Strong, Bobby Fish foi liberado de seu contrato com a WWE e Adam Cole deixou a WWE. Ambos se juntaram à All Elite Wrestling, com Kyle O'Reilly seguindo o exemplo em dezembro.

### All Elite Wrestling (2021–presente)
Nove meses após a separação, Cole, que se juntou aos ex-membros do Bullet Club Kenny Omega e The Young Bucks em The Elite após sua estreia na AEW, apresentou Fish ao grupo no episódio de 10 de novembro do AEW Dynamite. Depois de semanas provocando uma reunião no ringue, Cole e Fish enfrentaram Jurassic Express no episódio de 19 de novembro do AEW Rampage em um combate perdido. No episódio especial Holiday Bash do Dynamite em 22 de dezembro, O'Reilly estreou, ajudando Cole a derrotar Orange Cassidy, para a confusão visível dos companheiros de Elite de Cole e Fish, The Young Bucks.
Na semana seguinte, na edição Smash de Ano Novo do Dynamite, o trio de Cole, Fish e O'Reilly derrotou Best Friends.
Em 30 de março de 2022, o grupo adotou seu atual nome Undisputed Elite depois de conquistar os cinturões do Campeonato Mundial de Duplas da AEW do Jurassic Express.

## Campeonatos e conquistas
- CBS Sports
  - Rivalidade do Ano (2019) – Cole vs. Johnny Gargano[51]
  - Luta do Ano (2019) – Cole vs. Johnny Gargano no NXT TakeOver: New York[51]
  - Lutador do Ano (2019) – Cole
- Pro Wrestling Illustrated
  - Rivalidade do Ano (2019) – Cole vs. Johnny Gargano[52]
  - Tag Team do Ano (2019) – Fish e O'Reilly[53]
  - Lutador do Ano (2019) – Cole[54]
  - Classificou Cole como número 2 dos 500 melhores lutadores individuais no PWI 500 em 2020[55]
  - Classificou Strong como número 29 dos 500 melhores lutadores individuais no PWI 500 em 2020[55]
  - Classificou O'Reilly como número 38 dos 500 melhores lutadores individuais no PWI 500 em 2017
  - Classificou Fish como número 53 dos 500 melhores lutadores individuais no PWI 500 em 2017
  - Classificado em 13º lugar entre as 50 melhores equipes de duplas no PWI Tag Team 50 em 2020[56]
- Wrestling Observer Newsletter
  - Rivalidade do Ano (2019) – Cole vs. Johnny Gargano[57]
- WWE
  - Campeonato do NXT (1 vez) – Cole
  - Campeonato Norte Americano do NXT (2 vezes) – Cole (1), Strong (1)
  - Campeonato de Duplas do NXT (3 vezes) – Fish, O'Reilly, Cole e Strong (1)1, O'Reilly e Strong (1), Fish e O'Reilly (1)
  - Dusty Rhodes Tag Team Classic (2018) – Cole e O'Reilly
  - Segundo Campeão da Tríplice Coroa do NXT  – Cole
  - NXT Year-End Award (10 vezes)
    - Tag Team do Ano (2018) – O'Reilly e Strong
    - Tag Team do Ano (2019) – Fish e O'Reilly
    - Tag Team do Ano (2020) – Fish, O'Reilly, Cole e Strong
    - Competidor masculino do ano (2019, 2020) – Cole
    - Competidor do ano (2019) – Cole
    - Luta do Ano (2019) – Cole vs. Johnny Gargano no NXT TakeOver: New York
    - Luta do Ano (2020) – O'Reilly vs. Finn Bálor no NXT TakeOver: 31
    - Rivalidade do Ano (2019) – Cole vs. Johnny Gargano
    - Rivalidade do Ano (2020) – Cole vs. Pat McAfee

1Para o primeiro reinado da The Undisputed Era, Fish e O'Reilly ganharam o título como dupla, com Cole e Strong mais tarde sendo reconhecidos como co-campeões sob a Freebird Rule.